# 우타키

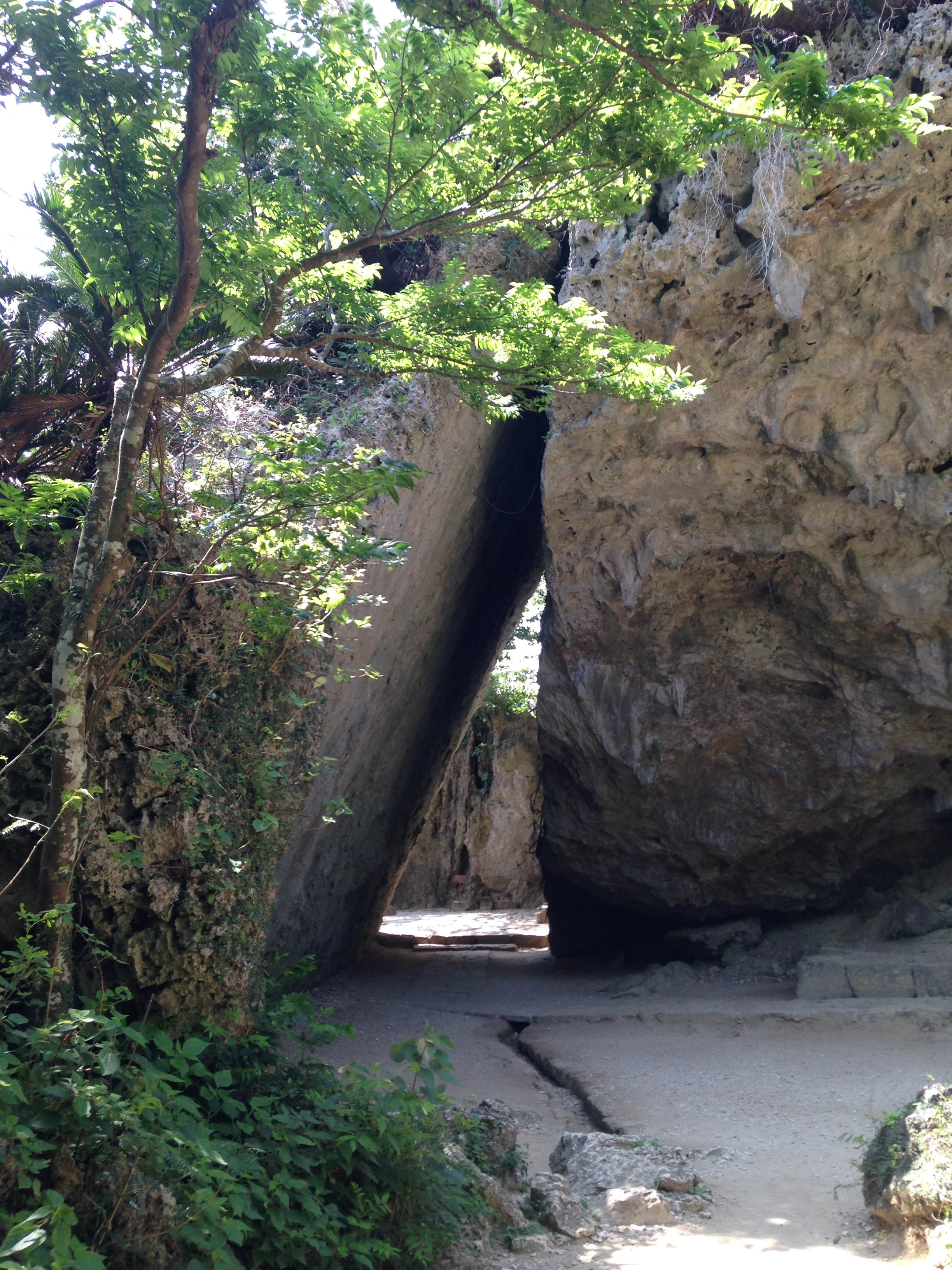
세파우타키

우타키(일본어: 御嶽)는 류큐 신도에서 제사 등을 하는 시설이다. 류큐 왕국이 제정한 류큐 신앙 성소의 총칭으로, 그 이전에는 다양한 호칭이 각 지방에 있었다. 이 호칭은 주로 오키나와 주변 섬에서 사용하였다.
우타키는 류큐 신화의 신이 존재하거나 방문하는 장소이며, 또한 조상 신을 모시는 장소이기도 하다. 지역 제사에서는 주요 시설이며, 지역을 수호하는 성소이다. 류큐의 신앙은 신을 섬기는 것은 여성만이 가능하므로 왕국 시대는 완전히 남자는 금지이었다. 지금도 특정 지역에서는 남자의 입장을 허용하지 않는다.